# Poilannammia incisa
Poilannammia incisa är en tvåhjärtbladig växtart som beskrevs av Carlo Hansen. Poilannammia incisa ingår i släktet Poilannammia och familjen Melastomataceae. Inga underarter finns listade i Catalogue of Life.